# Championnats de France de cyclisme sur piste 2018
Navigation
2017 2019
Les championnats de France de cyclisme sur piste 2018 se déroulent du 11 au 19 août sur le vélodrome de Hyères.

## Résultats

### Hommes
| Compétitions          | Or                                                                              | Argent                                                                                 | Bronze                                                                           |
| --------------------- | ------------------------------------------------------------------------------- | -------------------------------------------------------------------------------------- | -------------------------------------------------------------------------------- |
| Épreuves élites       |                                                                                 |                                                                                        |                                                                                  |
| Kilomètre             | Michaël D'Almeida                                                               | Quentin Lafargue                                                                       | Sébastien Vigier                                                                 |
| Keirin                | Sébastien Vigier                                                                | Quentin Lafargue Rayan Helal                                                           |                                                                                  |
| Vitesse               | Sébastien Vigier                                                                | Rayan Helal                                                                            | Quentin Lafargue                                                                 |
| Poursuite             | Corentin Ermenault                                                              | Sylvain Chavanel                                                                       | Aurélien Costeplane                                                              |
| Poursuite par équipes | Vital Concept Corentin Ermenault Adrien Garel Marc Fournier Jérémy Lecroq       | Pays de la Loire Florian Maitre Louis Pijourlet Aurélien Costeplane Valentin Tabellion | Nouvelle-Aquitaine Thomas Boudat Sylvain Chavanel Vincent Crabos Aurélien Moulin |
| Course aux points     | Louis Pijourlet                                                                 | Valentin Tabellion                                                                     | Adrien Garel                                                                     |
| Américaine            | Vital Concept Corentin Ermenault Adrien Garel                                   | Direct Énergie Thomas Boudat Sylvain Chavanel                                          | Bourgogne-Franche-Comté Morgan Kneisky Joseph Berlin-Sémon                       |
| Scratch               | Thomas Boudat                                                                   | Corentin Ermenault                                                                     | Adrien Garel                                                                     |
| Omnium                | Thomas Boudat                                                                   | Louis Pijourlet                                                                        | Corentin Ermenault                                                               |
| Épreuves juniors      |                                                                                 |                                                                                        |                                                                                  |
| Kilomètre             | Adrien Baron                                                                    | Valentin Beyer                                                                         | Thibault Lavenant                                                                |
| Keirin                | Valentin Beyer                                                                  | Paul Berneron                                                                          | Tanguy Dulac                                                                     |
| Vitesse               | Bryan Monnier                                                                   | Paul Berneron                                                                          | Mathieu Delayen                                                                  |
| Vitesse par équipes   | Pays de la Loire Valentin Bramouille Adrien Baron Bryan Monnier                 | Centre Val de Loire Paulin Lombard Valentin Beyer                                      | Occitanie Timmy Gillion Arnaud Cascaro Mathieu Delayen                           |
| Poursuite             | Antonin Corvaisier                                                              | Victor Cambaud-Pinon                                                                   | Adrien Baron                                                                     |
| Poursuite par équipes | Bretagne Victor Cambaud-Pinon Félicien Gicquel Thibault Lavenant Gwendal Lesage | Pays de la Loire Adrien Baron Bapthiste Bouvier Victor Billouin Lilian Ledreux         | Centre Val de Loire Niko Diaz Valentin Beyer Colin Jacquemin Guillaume Monmasson |
| Course aux points     | Antonin Corvaisier                                                              | Guillaume Monmasson                                                                    | Niko Diaz                                                                        |
| Américaine            | Île-de-France Philéas Hansart Florian Hoarau                                    | Bretagne Victor Cambaud-Pinon Thibault Lavenant                                        | Nouvelle-Aquitaine Lilian Langella Baptiste Quattrin                             |
| Scratch               | Baptiste Quattrin                                                               | Gwendal Lesage                                                                         | Hugo Guezennec                                                                   |
| Élimination           | Niko Diaz                                                                       | Alexandre Durand                                                                       | Baptiste Quattrin                                                                |
| Course tempo          | Rémi Cocusse                                                                    | Thibault Lavenant                                                                      | Florian Hoarau                                                                   |

### Femmes
| Compétitions          | Or                                                                               | Argent                                                                      | Bronze                                                                |
| --------------------- | -------------------------------------------------------------------------------- | --------------------------------------------------------------------------- | --------------------------------------------------------------------- |
| Épreuves élites       |                                                                                  |                                                                             |                                                                       |
| 500 mètres            | Sandie Clair                                                                     | Mathilde Gros                                                               | Mélissandre Pain                                                      |
| Keirin                | Mathilde Gros                                                                    | Mélissandre Pain                                                            | Sandie Clair                                                          |
| Vitesse               | Mathilde Gros                                                                    | Sandie Clair                                                                | Mélissandre Pain                                                      |
| Poursuite             | Coralie Demay                                                                    | Pascale Jeuland-Tranchant                                                   | Marion Borras                                                         |
| Poursuite par équipes | Auvergne-Rhône-Alpes Laurie Berthon Marion Borras Valentine Fortin Clara Copponi | Bretagne Coralie Demay Maryanne Hinault Typhaine Laurance Fanny Le Huitouze | Île-de-France Barbara Fonseca Léa Dayde Marine Cloarec Océane Tessier |
| Course aux points     | Pascale Jeuland-Tranchant                                                        | Coralie Demay                                                               | Lucie Lahaye                                                          |
| Américaine            | VC Saint-Julien-en-Genevois Laurie Berthon Clara Copponi                         | FDJ-Nouvelle Aquitaine-Futuroscope Coralie Demay Eugénie Duval              | VC Saint-Julien-en-Genevois Marion Borras Valentine Fortin            |
| Scratch               | Coralie Demay                                                                    | Marine Cloarec                                                              | Typhaine Laurance                                                     |
| Omnium                | Coralie Demay                                                                    | Laurie Berthon                                                              | Clara Copponi                                                         |
| Épreuves juniors      |                                                                                  |                                                                             |                                                                       |
| 500 mètres            | Floriane Huet                                                                    | Victoria Cushing                                                            | Maryanne Hinault                                                      |
| Keirin                | Maryanne Hinault                                                                 | Léa Dayde                                                                   | Floriane Huet                                                         |
| Vitesse               | Floriane Huet                                                                    | Maryanne Hinault                                                            | Léa Dayde                                                             |
| Vitesse par équipes   | Bretagne Floriane Huet Marie-Morgane Le Deunff                                   | Pays de la Loire Flavie Boulais Bénédicte Ollier                            | Centre Val de Loire Lucie Liboreau Maylis Sarron                      |
| Poursuite             | Maryanne Hinault                                                                 | Léa Dayde                                                                   | Floriane Huet                                                         |
| Course aux points     | Léa Dayde                                                                        | Clara Tanios                                                                | Marie Geslin                                                          |
| Scratch               | Clara Tanios                                                                     | Léa Dayde                                                                   | Marie Geslin                                                          |